# Мишенка
Мишенка — річка в Білорусі, у Столінському районі Берестейської області. Права притока Льви, (басейн Прип'яті).

## Опис
Довжина річки 14 км, похил річки 0,36  м/км Площа басейну водозбору 71,9  км². Річка каналізована повністю.

## Розташування
Бере початок на північно-східній стороні від села Переброди. Тече переважно на північ через село Ольмани (біл. Альманы, рос. Ольманы, пол. Olmany) і в урочищі Довгий Острів впадає у річку Льву, ліву притоку Ствиги.

## Цікавий факт
- У XIX столітті річка брала початок неподалік від озера Засомино.[1]